# Strade Bianche 2023
Strade Bianche 2023 – 17. edycja wyścigu kolarskiego Strade Bianche, która odbyła się 4 marca 2023 na liczącej 184 kilometry trasie wokół Sieny. Impreza kategorii 1.UWT była częścią UCI World Tour 2023.

## Uczestnicy

### Drużyny
| WorldTeams (18)- AG2R Citroën Team - Alpecin-Deceuninck - Astana Qazaqstan Team - Bahrain Victorious - Bora-Hansgrohe - Cofidis - EF Education-EasyPost - Groupama-FDJ - Ineos Grenadiers - Intermarché-Circus-Wanty - Jumbo-Visma - Movistar Team - Soudal Quick-Step - Arkéa-Samsic - Team Jayco AlUla - Team DSM - Trek-Segafredo - UAE Team Emirates ProTeams (7)- Eolo-Kometa - Green Project-Bardiani CSF-Faizanè - Israel-Premier Tech - Lotto Dstny - Q36.5 Pro Cycling Team - TotalEnergies - Tudor Pro Cycling Team |
| |

### Lista startowa
| Alpecin-Deceuninck ADC | Alpecin-Deceuninck ADC      | Alpecin-Deceuninck ADC |
| ---------------------- | --------------------------- | ---------------------- |
| Nr                     | Kolarz                      | Miejsce                |
| 1                      | Mathieu van der Poel (NED)  | 14.                    |
| 2                      | Samuel Gaze (NZL)           | 84.                    |
| 3                      | Michael Gogl (AUT)          | 66.                    |
| 4                      | Oscar Riesebeek (NED)       | 126.                   |
| 5                      | Robert Stannard (AUS)       | 50.                    |
| 6                      | Fabio Van den Bossche (BEL) | 128.                   |
| 7                      | Gianni Vermeersch (BEL)     | 21.                    |

| AG2R Citroën Team ACT | AG2R Citroën Team ACT        | AG2R Citroën Team ACT |
| --------------------- | ---------------------------- | --------------------- |
| Nr                    | Kolarz                       | Miejsce               |
| 11                    | Greg Van Avermaet (BEL)      | 44.                   |
| 12                    | Valentin Paret-Peintre (FRA) | DNF                   |
| 13                    | Nans Peters (FRA)            | 56.                   |
| 14                    | Valentin Retailleau (FRA)    | DNF                   |
| 15                    | Michael Schär (SUI)          | 89.                   |
| 16                    | Andrea Vendrame (ITA)        | DNF                   |
| 17                    | Clément Venturini (FRA)      | 43.                   |

| Astana Qazaqstan Team AST | Astana Qazaqstan Team AST | Astana Qazaqstan Team AST |
| ------------------------- | ------------------------- | ------------------------- |
| Nr                        | Kolarz                    | Miejsce                   |
| 21                        | Aleksiej Łucenko (KAZ)    | 11.                       |
| 22                        | Alaksandr Rabuszenka      | OTL                       |
| 23                        | Manuele Boaro (ITA)       | DNF                       |
| 24                        | Jewgienij Fiodorow (KAZ)  | DNS                       |
| 25                        | Antonio Nibali (ITA)      | DNF                       |
| 26                        | Leonardo Basso (ITA)      | 125.                      |
| 27                        | Simone Velasco (ITA)      | 90.                       |

| Bahrain Victorious TBV | Bahrain Victorious TBV    | Bahrain Victorious TBV |
| ---------------------- | ------------------------- | ---------------------- |
| Nr                     | Kolarz                    | Miejsce                |
| 31                     | Pello Bilbao (ESP)        | 7.                     |
| 32                     | Matevž Govekar (SLO)      | 106.                   |
| 33                     | Fran Miholjević (CRO)     | DNF                    |
| 34                     | Matej Mohorič (SLO)       | 6.                     |
| 35                     | Andrea Pasqualon (ITA)    | 48.                    |
| 36                     | Rainer Kepplinger (AUT)   | 47.                    |
| 37                     | Hermann Pernsteiner (AUT) | 45.                    |

| Bora-Hansgrohe BOH | Bora-Hansgrohe BOH     | Bora-Hansgrohe BOH |
| ------------------ | ---------------------- | ------------------ |
| Nr                 | Kolarz                 | Miejsce            |
| 41                 | Sergio Higuita (COL)   | 37.                |
| 42                 | Cesare Benedetti (POL) | DNF                |
| 43                 | Patrick Gamper (AUT)   | DNF                |
| 44                 | Lennard Kämna (GER)    | 28.                |
| 45                 | Patrick Konrad (AUT)   | 23.                |
| 46                 | Ide Schelling (NED)    | 107.               |
| 47                 | Aleksandr Własow       | 25.                |

| Cofidis COF | Cofidis COF           | Cofidis COF |
| ----------- | --------------------- | ----------- |
| Nr          | Kolarz                | Miejsce     |
| 51          | Axel Zingle (FRA)     | 53.         |
| 52          | André Carvalho (POR)  | 112.        |
| 53          | Thomas Champion (FRA) | DNF         |
| 54          | Eddy Finé (FRA)       | 96.         |
| 55          | Jonathan Lastra (ESP) | 83.         |
| 56          | Axel Mariault (FRA)   | 102.        |
| 57          | Harrison Wood (GBR)   | 46.         |

| EF Education-EasyPost EFE | EF Education-EasyPost EFE   | EF Education-EasyPost EFE |
| ------------------------- | --------------------------- | ------------------------- |
| Nr                        | Kolarz                      | Miejsce                   |
| 61                        | Alberto Bettiol (ITA)       | DNF                       |
| 62                        | Andrey Amador (CRC)         | DNF                       |
| 63                        | Julius van den Berg (NED)   | 82.                       |
| 64                        | Mikkel Frølich Honoré (DEN) | 65.                       |
| 65                        | Jens Keukeleire (BEL)       | 92.                       |
| 66                        | Sean Quinn (USA)            | 34.                       |
| 67                        | James Shaw (GBR)            | 26.                       |

| Eolo-Kometa EOK | Eolo-Kometa EOK         | Eolo-Kometa EOK |
| --------------- | ----------------------- | --------------- |
| Nr              | Kolarz                  | Miejsce         |
| 71              | Erik Fetter (HUN)       | 74.             |
| 72              | Simone Bevilacqua (ITA) | DNF             |
| 73              | Andrea Garosio (ITA)    | OTL             |
| 74              | Mirco Maestri (ITA)     | 88.             |
| 75              | Andrea Pietrobon (ITA)  | DNF             |
| 76              | Samuele Rivi (ITA)      | DNF             |
| 77              | Diego Sevilla (ESP)     | 109.            |

| Green Project-Bardiani CSF-Faizanè BCF | Green Project-Bardiani CSF-Faizanè BCF | Green Project-Bardiani CSF-Faizanè BCF |
| -------------------------------------- | -------------------------------------- | -------------------------------------- |
| Nr                                     | Kolarz                                 | Miejsce                                |
| 81                                     | Luca Colnaghi (ITA)                    | 108.                                   |
| 82                                     | Davide Gabburo (ITA)                   | 61.                                    |
| 83                                     | Alex Tolio (ITA)                       | 81.                                    |
| 84                                     | Riccardo Lucca (ITA)                   | 118.                                   |
| 85                                     | Filippo Magli (ITA)                    | 110.                                   |
| 86                                     | Alessandro Tonelli (ITA)               | DNF                                    |
| 87                                     | Samuele Zoccarato (ITA)                | 121.                                   |

| Groupama-FDJ GFC | Groupama-FDJ GFC       | Groupama-FDJ GFC |
| ---------------- | ---------------------- | ---------------- |
| Nr               | Kolarz                 | Miejsce          |
| 91               | Thibaut Pinot (FRA)    | 18.              |
| 92               | Lewis Askey (GBR)      | 93.              |
| 93               | Romain Grégoire (FRA)  | 8.               |
| 94               | Olivier Le Gac (FRA)   | 64.              |
| 95               | Valentin Madouas (FRA) | 2.               |
| 96               | Quentin Pacher (FRA)   | 59.              |
| 97               | Fabian Lienhard (SUI)  | 120.             |

| Ineos Grenadiers IGD | Ineos Grenadiers IGD           | Ineos Grenadiers IGD |
| -------------------- | ------------------------------ | -------------------- |
| Nr                   | Kolarz                         | Miejsce              |
| 101                  | Thomas Pidcock (GBR)           | 1.                   |
| 102                  | Laurens De Plus (BEL)          | 24.                  |
| 103                  | Michał Kwiatkowski (POL)       | 17.                  |
| 104                  | Brandon Rivera (COL)           | 60.                  |
| 105                  | Carlos Rodríguez (ESP) (szosa) | DNF                  |
| 106                  | Magnus Sheffield (USA)         | 55.                  |
| 107                  | Ben Tulett (GBR)               | 30.                  |

| Intermarché-Circus-Wanty ICW | Intermarché-Circus-Wanty ICW | Intermarché-Circus-Wanty ICW |
| ---------------------------- | ---------------------------- | ---------------------------- |
| Nr                           | Kolarz                       | Miejsce                      |
| 111                          | Rui Costa (POR)              | 4.                           |
| 112                          | Sven Erik Bystrøm (NOR)      | 41.                          |
| 113                          | Rune Herregodts (BEL)        | DNF                          |
| 114                          | Simone Petilli (ITA)         | 32.                          |
| 115                          | Lorenzo Rota (ITA)           | DNF                          |
| 116                          | Laurens Huys (BEL)           | 51.                          |
| 117                          | Georg Zimmermann (GER)       | DNF                          |

| Israel-Premier Tech IPT | Israel-Premier Tech IPT  | Israel-Premier Tech IPT |
| ----------------------- | ------------------------ | ----------------------- |
| Nr                      | Kolarz                   | Miejsce                 |
| 121                     | Omer Goldstein (ISR)     | OTL                     |
| 123                     | Simon Clarke (AUS)       | 27.                     |
| 124                     | Derek Gee (CAN)          | OTL                     |
| 125                     | Reto Hollenstein (SUI)   | DNF                     |
| 126                     | Krists Neilands (LAT)    | 76.                     |
| 127                     | Mads Würtz Schmidt (DEN) | DNF                     |

| Jumbo-Visma TJV | Jumbo-Visma TJV             | Jumbo-Visma TJV |
| --------------- | --------------------------- | --------------- |
| Nr              | Kolarz                      | Miejsce         |
| 131             | Tiesj Benoot (BEL)          | 3.              |
| 132             | Michel Heßmann (GER)        | 73.             |
| 133             | Lennard Hofstede (NED)      | 104.            |
| 134             | Gijs Leemreize (NED)        | OTL             |
| 135             | Milan Vader (NED)           | 33.             |
| 136             | Attila Valter (HUN) (szosa) | 5.              |
| 137             | Tosh Van der Sande (BEL)    | 86.             |

| Lotto Dstny LTD | Lotto Dstny LTD          | Lotto Dstny LTD |
| --------------- | ------------------------ | --------------- |
| Nr              | Kolarz                   | Miejsce         |
| 141             | Andreas Kron (DEN)       | 10.             |
| 142             | Johannes Adamietz (GER)  | DNF             |
| 143             | Arjen Livyns (BEL)       | 94.             |
| 144             | Sylvain Moniquet (BEL)   | 124.            |
| 145             | Mathijs Paasschens (NED) | 113.            |
| 146             | Eduardo Sepúlveda (ARG)  | DNF             |
| 147             | Maxim Van Gils (BEL)     | 22.             |

| Movistar Team MOV | Movistar Team MOV     | Movistar Team MOV |
| ----------------- | --------------------- | ----------------- |
| Nr                | Kolarz                | Miejsce           |
| 151               | Alex Aranburu (ESP)   | 15.               |
| 152               | Albert Torres (ESP)   | 115.              |
| 153               | Juri Hollmann (GER)   | 71.               |
| 154               | Lluís Mas (ESP)       | 70.               |
| 155               | Nelson Oliveira (POR) | 35.               |
| 156               | Iván Romeo (ESP)      | DNF               |
| 157               | Carlos Verona (ESP)   | 63.               |

| Q36.5 Pro Cycling Team Q36 | Q36.5 Pro Cycling Team Q36 | Q36.5 Pro Cycling Team Q36 |
| -------------------------- | -------------------------- | -------------------------- |
| Nr                         | Kolarz                     | Miejsce                    |
| 161                        | Negasi Abreha (ETH)        | 114.                       |
| 162                        | Gianluca Brambilla (ITA)   | DNF                        |
| 163                        | Walter Calzoni (ITA)       | 52.                        |
| 164                        | Marcel Camprubí (ESP)      | DNF                        |
| 165                        | Filippo Colombo (SUI)      | 122.                       |
| 166                        | Filippo Conca (ITA)        | 58.                        |
| 167                        | Mark Donovan (GBR)         | DNF                        |

| Soudal Quick-Step SOQ | Soudal Quick-Step SOQ    | Soudal Quick-Step SOQ |
| --------------------- | ------------------------ | --------------------- |
| Nr                    | Kolarz                   | Miejsce               |
| 171                   | Julian Alaphilippe (FRA) | 42.                   |
| 172                   | Andrea Bagioli (ITA)     | 29.                   |
| 173                   | Davide Ballerini (ITA)   | DNF                   |
| 174                   | Casper Pedersen (DEN)    | 87.                   |
| 175                   | Dries Devenyns (BEL)     | DNF                   |
| 176                   | Pieter Serry (BEL)       | 57.                   |
| 177                   | Mauri Vansevenant (BEL)  | 85.                   |

| Arkéa-Samsic ARK | Arkéa-Samsic ARK        | Arkéa-Samsic ARK |
| ---------------- | ----------------------- | ---------------- |
| Nr               | Kolarz                  | Miejsce          |
| 181              | Warren Barguil (FRA)    | 19.              |
| 182              | Louis Barré (FRA)       | 117.             |
| 183              | Anthony Delaplace (FRA) | 78.              |
| 184              | Simon Guglielmi (FRA)   | 31.              |
| 185              | Łukasz Owsian (POL)     | OTL              |
| 186              | Clément Russo (FRA)     | 97.              |
| 187              | Alessandro Verre (ITA)  | 39.              |

| Team DSM DSM | Team DSM DSM             | Team DSM DSM |
| ------------ | ------------------------ | ------------ |
| Nr           | Kolarz                   | Miejsce      |
| 191          | Oscar Onley (GBR)        | 40.          |
| 192          | Marco Brenner (GER)      | DNF          |
| 193          | Henri Vandenabeele (BEL) | DNF          |
| 194          | Sean Flynn (GBR)         | 91.          |
| 195          | Harm Vanhoucke (BEL)     | 100.         |
| 196          | Lorenzo Milesi (ITA)     | DNF          |
| 197          | Martijn Tusveld (NED)    | 77.          |

| Team Jayco AlUla JAY | Team Jayco AlUla JAY          | Team Jayco AlUla JAY |
| -------------------- | ----------------------------- | -------------------- |
| Nr                   | Kolarz                        | Miejsce              |
| 201                  | Filippo Zana (ITA) (szosa)    | 20.                  |
| 202                  | Alexandre Balmer (SUI)        | 79.                  |
| 203                  | Alessandro De Marchi (ITA)    | 38.                  |
| 204                  | Felix Engelhardt (GER)        | OTL                  |
| 205                  | Christopher Juul-Jensen (DEN) | 98.                  |
| 206                  | Jan Maas (NED)                | 123.                 |
| 207                  | Zdeněk Štybar (CZE)           | 72.                  |

| TotalEnergies TEN | TotalEnergies TEN         | TotalEnergies TEN |
| ----------------- | ------------------------- | ----------------- |
| Nr                | Kolarz                    | Miejsce           |
| 211               | Peter Sagan (SVK) (szosa) | 103.              |
| 212               | Maciej Bodnar (POL)       | DNF               |
| 213               | Mathieu Burgaudeau (FRA)  | DNF               |
| 214               | Steff Cras (BEL)          | 36.               |
| 215               | Valentin Ferron (FRA)     | 75.               |
| 216               | Daniel Oss (ITA)          | 127.              |
| 217               | Julien Simon (FRA)        | DNF               |

| Trek-Segafredo TFS | Trek-Segafredo TFS            | Trek-Segafredo TFS |
| ------------------ | ----------------------------- | ------------------ |
| Nr                 | Kolarz                        | Miejsce            |
| 221                | Edward Theuns (BEL)           | 119.               |
| 222                | Dario Cataldo (ITA)           | 116.               |
| 223                | Amanuel Ghebreigzabhier (ERI) | 80.                |
| 224                | Asbjørn Hellemose (DEN)       | 62.                |
| 225                | Markus Hoelgaard (NOR)        | OTL                |
| 226                | Quinn Simmons (USA)           | 12.                |
| 227                | Toms Skujiņš (LAT)            | 16.                |

| Tudor Pro Cycling Team TUD | Tudor Pro Cycling Team TUD   | Tudor Pro Cycling Team TUD |
| -------------------------- | ---------------------------- | -------------------------- |
| Nr                         | Kolarz                       | Miejsce                    |
| 231                        | Sébastien Reichenbach (SUI)  | 49.                        |
| 232                        | Nils Brun (SUI)              | 111.                       |
| 233                        | Aloïs Charrin (FRA)          | DNF                        |
| 234                        | Lucas Eriksson (SWE) (szosa) | 54.                        |
| 235                        | Simon Pellaud (SUI)          | 95.                        |
| 236                        | Roland Thalmann (SUI)        | 101.                       |
| 237                        | Yannis Voisard (SUI)         | 67.                        |

| UAE Team Emirates UAD | UAE Team Emirates UAD | UAE Team Emirates UAD |
| --------------------- | --------------------- | --------------------- |
| Nr                    | Kolarz                | Miejsce               |
| 241                   | Sjoerd Bax (NED)      | 99.                   |
| 242                   | George Bennett (NZL)  | 105.                  |
| 243                   | Alessandro Covi (ITA) | 68.                   |
| 244                   | Davide Formolo (ITA)  | 9.                    |
| 245                   | Brandon McNulty (USA) | 69.                   |
| 246                   | Diego Ulissi (ITA)    | 13.                   |
| 247                   | Tim Wellens (BEL)     | DNF                   |

| Alpecin-Deceuninck ADC | Alpecin-Deceuninck ADC      | Alpecin-Deceuninck ADC |
| ---------------------- | --------------------------- | ---------------------- |
| Nr                     | Kolarz                      | Miejsce                |
| 1                      | Mathieu van der Poel (NED)  | 14.                    |
| 2                      | Samuel Gaze (NZL)           | 84.                    |
| 3                      | Michael Gogl (AUT)          | 66.                    |
| 4                      | Oscar Riesebeek (NED)       | 126.                   |
| 5                      | Robert Stannard (AUS)       | 50.                    |
| 6                      | Fabio Van den Bossche (BEL) | 128.                   |
| 7                      | Gianni Vermeersch (BEL)     | 21.                    |

| AG2R Citroën Team ACT | AG2R Citroën Team ACT        | AG2R Citroën Team ACT |
| --------------------- | ---------------------------- | --------------------- |
| Nr                    | Kolarz                       | Miejsce               |
| 11                    | Greg Van Avermaet (BEL)      | 44.                   |
| 12                    | Valentin Paret-Peintre (FRA) | DNF                   |
| 13                    | Nans Peters (FRA)            | 56.                   |
| 14                    | Valentin Retailleau (FRA)    | DNF                   |
| 15                    | Michael Schär (SUI)          | 89.                   |
| 16                    | Andrea Vendrame (ITA)        | DNF                   |
| 17                    | Clément Venturini (FRA)      | 43.                   |

| Astana Qazaqstan Team AST | Astana Qazaqstan Team AST | Astana Qazaqstan Team AST |
| ------------------------- | ------------------------- | ------------------------- |
| Nr                        | Kolarz                    | Miejsce                   |
| 21                        | Aleksiej Łucenko (KAZ)    | 11.                       |
| 22                        | Alaksandr Rabuszenka      | OTL                       |
| 23                        | Manuele Boaro (ITA)       | DNF                       |
| 24                        | Jewgienij Fiodorow (KAZ)  | DNS                       |
| 25                        | Antonio Nibali (ITA)      | DNF                       |
| 26                        | Leonardo Basso (ITA)      | 125.                      |
| 27                        | Simone Velasco (ITA)      | 90.                       |

| Bahrain Victorious TBV | Bahrain Victorious TBV    | Bahrain Victorious TBV |
| ---------------------- | ------------------------- | ---------------------- |
| Nr                     | Kolarz                    | Miejsce                |
| 31                     | Pello Bilbao (ESP)        | 7.                     |
| 32                     | Matevž Govekar (SLO)      | 106.                   |
| 33                     | Fran Miholjević (CRO)     | DNF                    |
| 34                     | Matej Mohorič (SLO)       | 6.                     |
| 35                     | Andrea Pasqualon (ITA)    | 48.                    |
| 36                     | Rainer Kepplinger (AUT)   | 47.                    |
| 37                     | Hermann Pernsteiner (AUT) | 45.                    |

| Bora-Hansgrohe BOH | Bora-Hansgrohe BOH     | Bora-Hansgrohe BOH |
| ------------------ | ---------------------- | ------------------ |
| Nr                 | Kolarz                 | Miejsce            |
| 41                 | Sergio Higuita (COL)   | 37.                |
| 42                 | Cesare Benedetti (POL) | DNF                |
| 43                 | Patrick Gamper (AUT)   | DNF                |
| 44                 | Lennard Kämna (GER)    | 28.                |
| 45                 | Patrick Konrad (AUT)   | 23.                |
| 46                 | Ide Schelling (NED)    | 107.               |
| 47                 | Aleksandr Własow       | 25.                |

| Cofidis COF | Cofidis COF           | Cofidis COF |
| ----------- | --------------------- | ----------- |
| Nr          | Kolarz                | Miejsce     |
| 51          | Axel Zingle (FRA)     | 53.         |
| 52          | André Carvalho (POR)  | 112.        |
| 53          | Thomas Champion (FRA) | DNF         |
| 54          | Eddy Finé (FRA)       | 96.         |
| 55          | Jonathan Lastra (ESP) | 83.         |
| 56          | Axel Mariault (FRA)   | 102.        |
| 57          | Harrison Wood (GBR)   | 46.         |

| EF Education-EasyPost EFE | EF Education-EasyPost EFE   | EF Education-EasyPost EFE |
| ------------------------- | --------------------------- | ------------------------- |
| Nr                        | Kolarz                      | Miejsce                   |
| 61                        | Alberto Bettiol (ITA)       | DNF                       |
| 62                        | Andrey Amador (CRC)         | DNF                       |
| 63                        | Julius van den Berg (NED)   | 82.                       |
| 64                        | Mikkel Frølich Honoré (DEN) | 65.                       |
| 65                        | Jens Keukeleire (BEL)       | 92.                       |
| 66                        | Sean Quinn (USA)            | 34.                       |
| 67                        | James Shaw (GBR)            | 26.                       |

| Eolo-Kometa EOK | Eolo-Kometa EOK         | Eolo-Kometa EOK |
| --------------- | ----------------------- | --------------- |
| Nr              | Kolarz                  | Miejsce         |
| 71              | Erik Fetter (HUN)       | 74.             |
| 72              | Simone Bevilacqua (ITA) | DNF             |
| 73              | Andrea Garosio (ITA)    | OTL             |
| 74              | Mirco Maestri (ITA)     | 88.             |
| 75              | Andrea Pietrobon (ITA)  | DNF             |
| 76              | Samuele Rivi (ITA)      | DNF             |
| 77              | Diego Sevilla (ESP)     | 109.            |

| Green Project-Bardiani CSF-Faizanè BCF | Green Project-Bardiani CSF-Faizanè BCF | Green Project-Bardiani CSF-Faizanè BCF |
| -------------------------------------- | -------------------------------------- | -------------------------------------- |
| Nr                                     | Kolarz                                 | Miejsce                                |
| 81                                     | Luca Colnaghi (ITA)                    | 108.                                   |
| 82                                     | Davide Gabburo (ITA)                   | 61.                                    |
| 83                                     | Alex Tolio (ITA)                       | 81.                                    |
| 84                                     | Riccardo Lucca (ITA)                   | 118.                                   |
| 85                                     | Filippo Magli (ITA)                    | 110.                                   |
| 86                                     | Alessandro Tonelli (ITA)               | DNF                                    |
| 87                                     | Samuele Zoccarato (ITA)                | 121.                                   |

| Groupama-FDJ GFC | Groupama-FDJ GFC       | Groupama-FDJ GFC |
| ---------------- | ---------------------- | ---------------- |
| Nr               | Kolarz                 | Miejsce          |
| 91               | Thibaut Pinot (FRA)    | 18.              |
| 92               | Lewis Askey (GBR)      | 93.              |
| 93               | Romain Grégoire (FRA)  | 8.               |
| 94               | Olivier Le Gac (FRA)   | 64.              |
| 95               | Valentin Madouas (FRA) | 2.               |
| 96               | Quentin Pacher (FRA)   | 59.              |
| 97               | Fabian Lienhard (SUI)  | 120.             |

| Ineos Grenadiers IGD | Ineos Grenadiers IGD           | Ineos Grenadiers IGD |
| -------------------- | ------------------------------ | -------------------- |
| Nr                   | Kolarz                         | Miejsce              |
| 101                  | Thomas Pidcock (GBR)           | 1.                   |
| 102                  | Laurens De Plus (BEL)          | 24.                  |
| 103                  | Michał Kwiatkowski (POL)       | 17.                  |
| 104                  | Brandon Rivera (COL)           | 60.                  |
| 105                  | Carlos Rodríguez (ESP) (szosa) | DNF                  |
| 106                  | Magnus Sheffield (USA)         | 55.                  |
| 107                  | Ben Tulett (GBR)               | 30.                  |

| Intermarché-Circus-Wanty ICW | Intermarché-Circus-Wanty ICW | Intermarché-Circus-Wanty ICW |
| ---------------------------- | ---------------------------- | ---------------------------- |
| Nr                           | Kolarz                       | Miejsce                      |
| 111                          | Rui Costa (POR)              | 4.                           |
| 112                          | Sven Erik Bystrøm (NOR)      | 41.                          |
| 113                          | Rune Herregodts (BEL)        | DNF                          |
| 114                          | Simone Petilli (ITA)         | 32.                          |
| 115                          | Lorenzo Rota (ITA)           | DNF                          |
| 116                          | Laurens Huys (BEL)           | 51.                          |
| 117                          | Georg Zimmermann (GER)       | DNF                          |

| Israel-Premier Tech IPT | Israel-Premier Tech IPT  | Israel-Premier Tech IPT |
| ----------------------- | ------------------------ | ----------------------- |
| Nr                      | Kolarz                   | Miejsce                 |
| 121                     | Omer Goldstein (ISR)     | OTL                     |
| 123                     | Simon Clarke (AUS)       | 27.                     |
| 124                     | Derek Gee (CAN)          | OTL                     |
| 125                     | Reto Hollenstein (SUI)   | DNF                     |
| 126                     | Krists Neilands (LAT)    | 76.                     |
| 127                     | Mads Würtz Schmidt (DEN) | DNF                     |

| Jumbo-Visma TJV | Jumbo-Visma TJV             | Jumbo-Visma TJV |
| --------------- | --------------------------- | --------------- |
| Nr              | Kolarz                      | Miejsce         |
| 131             | Tiesj Benoot (BEL)          | 3.              |
| 132             | Michel Heßmann (GER)        | 73.             |
| 133             | Lennard Hofstede (NED)      | 104.            |
| 134             | Gijs Leemreize (NED)        | OTL             |
| 135             | Milan Vader (NED)           | 33.             |
| 136             | Attila Valter (HUN) (szosa) | 5.              |
| 137             | Tosh Van der Sande (BEL)    | 86.             |

| Lotto Dstny LTD | Lotto Dstny LTD          | Lotto Dstny LTD |
| --------------- | ------------------------ | --------------- |
| Nr              | Kolarz                   | Miejsce         |
| 141             | Andreas Kron (DEN)       | 10.             |
| 142             | Johannes Adamietz (GER)  | DNF             |
| 143             | Arjen Livyns (BEL)       | 94.             |
| 144             | Sylvain Moniquet (BEL)   | 124.            |
| 145             | Mathijs Paasschens (NED) | 113.            |
| 146             | Eduardo Sepúlveda (ARG)  | DNF             |
| 147             | Maxim Van Gils (BEL)     | 22.             |

| Movistar Team MOV | Movistar Team MOV     | Movistar Team MOV |
| ----------------- | --------------------- | ----------------- |
| Nr                | Kolarz                | Miejsce           |
| 151               | Alex Aranburu (ESP)   | 15.               |
| 152               | Albert Torres (ESP)   | 115.              |
| 153               | Juri Hollmann (GER)   | 71.               |
| 154               | Lluís Mas (ESP)       | 70.               |
| 155               | Nelson Oliveira (POR) | 35.               |
| 156               | Iván Romeo (ESP)      | DNF               |
| 157               | Carlos Verona (ESP)   | 63.               |

| Q36.5 Pro Cycling Team Q36 | Q36.5 Pro Cycling Team Q36 | Q36.5 Pro Cycling Team Q36 |
| -------------------------- | -------------------------- | -------------------------- |
| Nr                         | Kolarz                     | Miejsce                    |
| 161                        | Negasi Abreha (ETH)        | 114.                       |
| 162                        | Gianluca Brambilla (ITA)   | DNF                        |
| 163                        | Walter Calzoni (ITA)       | 52.                        |
| 164                        | Marcel Camprubí (ESP)      | DNF                        |
| 165                        | Filippo Colombo (SUI)      | 122.                       |
| 166                        | Filippo Conca (ITA)        | 58.                        |
| 167                        | Mark Donovan (GBR)         | DNF                        |

| Soudal Quick-Step SOQ | Soudal Quick-Step SOQ    | Soudal Quick-Step SOQ |
| --------------------- | ------------------------ | --------------------- |
| Nr                    | Kolarz                   | Miejsce               |
| 171                   | Julian Alaphilippe (FRA) | 42.                   |
| 172                   | Andrea Bagioli (ITA)     | 29.                   |
| 173                   | Davide Ballerini (ITA)   | DNF                   |
| 174                   | Casper Pedersen (DEN)    | 87.                   |
| 175                   | Dries Devenyns (BEL)     | DNF                   |
| 176                   | Pieter Serry (BEL)       | 57.                   |
| 177                   | Mauri Vansevenant (BEL)  | 85.                   |

| Arkéa-Samsic ARK | Arkéa-Samsic ARK        | Arkéa-Samsic ARK |
| ---------------- | ----------------------- | ---------------- |
| Nr               | Kolarz                  | Miejsce          |
| 181              | Warren Barguil (FRA)    | 19.              |
| 182              | Louis Barré (FRA)       | 117.             |
| 183              | Anthony Delaplace (FRA) | 78.              |
| 184              | Simon Guglielmi (FRA)   | 31.              |
| 185              | Łukasz Owsian (POL)     | OTL              |
| 186              | Clément Russo (FRA)     | 97.              |
| 187              | Alessandro Verre (ITA)  | 39.              |

| Team DSM DSM | Team DSM DSM             | Team DSM DSM |
| ------------ | ------------------------ | ------------ |
| Nr           | Kolarz                   | Miejsce      |
| 191          | Oscar Onley (GBR)        | 40.          |
| 192          | Marco Brenner (GER)      | DNF          |
| 193          | Henri Vandenabeele (BEL) | DNF          |
| 194          | Sean Flynn (GBR)         | 91.          |
| 195          | Harm Vanhoucke (BEL)     | 100.         |
| 196          | Lorenzo Milesi (ITA)     | DNF          |
| 197          | Martijn Tusveld (NED)    | 77.          |

| Team Jayco AlUla JAY | Team Jayco AlUla JAY          | Team Jayco AlUla JAY |
| -------------------- | ----------------------------- | -------------------- |
| Nr                   | Kolarz                        | Miejsce              |
| 201                  | Filippo Zana (ITA) (szosa)    | 20.                  |
| 202                  | Alexandre Balmer (SUI)        | 79.                  |
| 203                  | Alessandro De Marchi (ITA)    | 38.                  |
| 204                  | Felix Engelhardt (GER)        | OTL                  |
| 205                  | Christopher Juul-Jensen (DEN) | 98.                  |
| 206                  | Jan Maas (NED)                | 123.                 |
| 207                  | Zdeněk Štybar (CZE)           | 72.                  |

| TotalEnergies TEN | TotalEnergies TEN         | TotalEnergies TEN |
| ----------------- | ------------------------- | ----------------- |
| Nr                | Kolarz                    | Miejsce           |
| 211               | Peter Sagan (SVK) (szosa) | 103.              |
| 212               | Maciej Bodnar (POL)       | DNF               |
| 213               | Mathieu Burgaudeau (FRA)  | DNF               |
| 214               | Steff Cras (BEL)          | 36.               |
| 215               | Valentin Ferron (FRA)     | 75.               |
| 216               | Daniel Oss (ITA)          | 127.              |
| 217               | Julien Simon (FRA)        | DNF               |

| Trek-Segafredo TFS | Trek-Segafredo TFS            | Trek-Segafredo TFS |
| ------------------ | ----------------------------- | ------------------ |
| Nr                 | Kolarz                        | Miejsce            |
| 221                | Edward Theuns (BEL)           | 119.               |
| 222                | Dario Cataldo (ITA)           | 116.               |
| 223                | Amanuel Ghebreigzabhier (ERI) | 80.                |
| 224                | Asbjørn Hellemose (DEN)       | 62.                |
| 225                | Markus Hoelgaard (NOR)        | OTL                |
| 226                | Quinn Simmons (USA)           | 12.                |
| 227                | Toms Skujiņš (LAT)            | 16.                |

| Tudor Pro Cycling Team TUD | Tudor Pro Cycling Team TUD   | Tudor Pro Cycling Team TUD |
| -------------------------- | ---------------------------- | -------------------------- |
| Nr                         | Kolarz                       | Miejsce                    |
| 231                        | Sébastien Reichenbach (SUI)  | 49.                        |
| 232                        | Nils Brun (SUI)              | 111.                       |
| 233                        | Aloïs Charrin (FRA)          | DNF                        |
| 234                        | Lucas Eriksson (SWE) (szosa) | 54.                        |
| 235                        | Simon Pellaud (SUI)          | 95.                        |
| 236                        | Roland Thalmann (SUI)        | 101.                       |
| 237                        | Yannis Voisard (SUI)         | 67.                        |

| UAE Team Emirates UAD | UAE Team Emirates UAD | UAE Team Emirates UAD |
| --------------------- | --------------------- | --------------------- |
| Nr                    | Kolarz                | Miejsce               |
| 241                   | Sjoerd Bax (NED)      | 99.                   |
| 242                   | George Bennett (NZL)  | 105.                  |
| 243                   | Alessandro Covi (ITA) | 68.                   |
| 244                   | Davide Formolo (ITA)  | 9.                    |
| 245                   | Brandon McNulty (USA) | 69.                   |
| 246                   | Diego Ulissi (ITA)    | 13.                   |
| 247                   | Tim Wellens (BEL)     | DNF                   |

Legenda: DNF – nie ukończył, OTL – przekroczył limit czasu, DNS – nie wystartował, DSQ – zdyskwalifikowany.

## Klasyfikacja generalna
| \| Klasyfikacja generalna \| Klasyfikacja generalna \| Klasyfikacja generalna \| Klasyfikacja generalna \| Klasyfikacja generalna \| \| Kolarz \| Kolarz \| Państwo \| Drużyna \| Czas \| \| ---------------------- \| ---------------------- \| ---------------------- \| ------------------------ \| ---------------------- \| \| 1. \| Thomas Pidcock \| Wielka Brytania \| Ineos Grenadiers \| 4h 31' 41" \| \| 2. \| Valentin Madouas \| Francja \| Groupama-FDJ \| + 20" \| \| 3. \| Tiesj Benoot \| Belgia \| Jumbo-Visma \| + 22" \| \| 4. \| Rui Costa \| Portugalia \| Intermarché-Circus-Wanty \| + 23" \| \| 5. \| Attila Valter \| Węgry \| Jumbo-Visma \| + 23" \| \| 6. \| Matej Mohorič \| Słowenia \| Bahrain Victorious \| + 34" \| \| 7. \| Pello Bilbao \| Hiszpania \| Bahrain Victorious \| + 1' 04" \| \| 8. \| Romain Grégoire \| Francja \| Groupama-FDJ \| + 1' 18" \| \| 9. \| Davide Formolo \| Włochy \| UAE Team Emirates \| + 1' 23" \| \| 10. \| Andreas Kron \| Dania \| Lotto Dstny \| + 1' 35" \| \| 11. \| Aleksiej Łucenko \| Kazachstan \| Astana Qazaqstan Team \| + 1' 44" \| \| 12. \| Quinn Simmons \| Stany Zjednoczone \| Trek-Segafredo \| + 2' 26" \| \| 13. \| Tim Wellens \| Belgia \| UAE Team Emirates \| + 2' 26" \| \| 14. \| Diego Ulissi \| Włochy \| UAE Team Emirates \| + 2' 26" \| \| 15. \| Mathieu van der Poel \| Holandia \| Alpecin-Deceuninck \| + 2' 26" \| \| 16. \| Alex Aranburu \| Hiszpania \| Movistar Team \| + 2' 26" \| \| 17. \| Toms Skujiņš \| Łotwa \| Trek-Segafredo \| + 2' 26" \| \| 18. \| Michał Kwiatkowski \| Polska \| Ineos Grenadiers \| + 2' 26" \| \| 19. \| Thibaut Pinot \| Francja \| Groupama-FDJ \| + 2' 26" \| \| 20. \| Warren Barguil \| Francja \| Arkéa-Samsic \| + 2' 26" \| |                      |                   |                          |            |
| |                      |                   |                          |            |
| Źródło: ProCyclingStats |                      |                   |                          |            |
| Klasyfikacja generalna |                      |                   |                          |            |
| Kolarz | Kolarz               | Państwo           | Drużyna                  | Czas       |
| 1. | Thomas Pidcock       | Wielka Brytania   | Ineos Grenadiers         | 4h 31' 41" |
| 2. | Valentin Madouas     | Francja           | Groupama-FDJ             | + 20"      |
| 3. | Tiesj Benoot         | Belgia            | Jumbo-Visma              | + 22"      |
| 4. | Rui Costa            | Portugalia        | Intermarché-Circus-Wanty | + 23"      |
| 5. | Attila Valter        | Węgry             | Jumbo-Visma              | + 23"      |
| 6. | Matej Mohorič        | Słowenia          | Bahrain Victorious       | + 34"      |
| 7. | Pello Bilbao         | Hiszpania         | Bahrain Victorious       | + 1' 04"   |
| 8. | Romain Grégoire      | Francja           | Groupama-FDJ             | + 1' 18"   |
| 9. | Davide Formolo       | Włochy            | UAE Team Emirates        | + 1' 23"   |
| 10. | Andreas Kron         | Dania             | Lotto Dstny              | + 1' 35"   |
| 11. | Aleksiej Łucenko     | Kazachstan        | Astana Qazaqstan Team    | + 1' 44"   |
| 12. | Quinn Simmons        | Stany Zjednoczone | Trek-Segafredo           | + 2' 26"   |
| 13. | Tim Wellens          | Belgia            | UAE Team Emirates        | + 2' 26"   |
| 14. | Diego Ulissi         | Włochy            | UAE Team Emirates        | + 2' 26"   |
| 15. | Mathieu van der Poel | Holandia          | Alpecin-Deceuninck       | + 2' 26"   |
| 16. | Alex Aranburu        | Hiszpania         | Movistar Team            | + 2' 26"   |
| 17. | Toms Skujiņš         | Łotwa             | Trek-Segafredo           | + 2' 26"   |
| 18. | Michał Kwiatkowski   | Polska            | Ineos Grenadiers         | + 2' 26"   |
| 19. | Thibaut Pinot        | Francja           | Groupama-FDJ             | + 2' 26"   |
| 20. | Warren Barguil       | Francja           | Arkéa-Samsic             | + 2' 26"   |